# Мерішань (комуна)
Мерішань, Мерішані (рум. Merișani) — комуна у повіті Арджеш в Румунії. До складу комуни входять такі села (дані про населення за 2002 рік):
- Борлешть (596 осіб)
- Бретяска (109 осіб)
- Верзару (467 осіб)
- Вилчелеле (224 особи)
- Доброгостя (775 осіб)
- Капу-Піскулуй (118 осіб)
- Кримпотань (631 особа)
- Малу-Винет (708 осіб)
- Мерішань (800 осіб)

Комуна розташована на відстані 122 км на північний захід від Бухареста, 15 км на північний захід від Пітешть, 101 км на північний схід від Крайови, 102 км на південний захід від Брашова.

## Населення
За даними перепису населення 2002 року у комуні проживали 4428 осіб.
Національний склад населення комуни:
| Національність   | Кількість осіб | Відсоток |
| ---------------- | -------------- | -------- |
| румуни           | 4252           | 96,0%    |
| цигани           | 171            | 3,9%     |
| угорці           | 3              | 0,1%     |
| німці            | 1              | < 0,1%   |
| росіяни-липовани | 1              | < 0,1%   |

Рідною мовою назвали:
| Мова      | Кількість осіб | Відсоток |
| --------- | -------------- | -------- |
| румунська | 4387           | 99,1%    |
| циганська | 39             | 0,9%     |
| угорська  | 2              | < 0,1%   |

Склад населення комуни за віросповіданням:
| Релігія                                       | Кількість осіб | Відсоток |
| --------------------------------------------- | -------------- | -------- |
| православні                                   | 4376           | 98,8%    |
| п'ятдесятники                                 | 29             | 0,7%     |
| старообрядці                                  | 10             | 0,2%     |
| адвентисти                                    | 4              | 0,1%     |
| римо-католики                                 | 2              | < 0,1%   |
| реформати                                     | 2              | < 0,1%   |
| баптисти                                      | 2              | < 0,1%   |
| лютерани (Синодально-пресвітеріанська церква) | 1              | < 0,1%   |